# Xã Kearney, Michigan
Xã Kearney (tiếng Anh: Kearney Township) là một xã thuộc quận Antrim, tiểu bang Michigan, Hoa Kỳ. Năm 2010, dân số của xã này là 1.765 người.